# ساياكا هارادا
ساياكا هارادا (باليابانية: 原田彩楓؛ بالكانا: はらだ さやか) هي مؤدية صوت يابانية، ولدت في 23 ديسمبر 1997 في تشيبا في اليابان.

## وصلات خارجية
- ساياكا هارادا على موقع IMDb (الإنجليزية)
- ساياكا هارادا على موقع ميوزك برينز (الإنجليزية)
- ساياكا هارادا على موقع قاعدة بيانات الفيلم (الإنجليزية)
- ساياكا هارادا على موقع ANN person (الإنجليزية)